# Orthoporus canalis
Orthoporus canalis är en mångfotingart som först beskrevs av Chamberlin 1925.  Orthoporus canalis ingår i släktet Orthoporus och familjen Spirostreptidae. Inga underarter finns listade i Catalogue of Life.